# 狩猟仮説
狩猟仮説（英: hunting hypothesis）とは、人類の進化が狩猟行動によって影響を受け他の類人猿とヒトに異なる選択圧を与えた、とする、古人類学における仮説。
1925年にロンドン大学のカーベス・リードは、人類の祖先はオオカミと同様に集団で狩りをする捕食者だったと主張した。リードの影響を受けていたアウストラロピテクスの発見者であるレイモンド・ダートは、アウストラロピテクスは肉に依存した食生活を営み、自分の仲間も殺していたというキラーエイプ仮説を提唱した。1953年にダートが提出した論文は専門誌に受理されず日の目を見る事が無かったが、1961年にキラーエイプ仮説を下敷きとして劇作家ロバート・アードレイが著した『アフリカ創世記』が出版された。『アフリカ創世記』は科学的読み物としてルイス・リーキーの支持を受け、科学者と一般の人々に多大な影響を与えた。
1960年代後半にカリフォルニア大学のシャーウッド・ウォッシュバーンは、現代人の肉食への欲求や、卑劣な行為や暴力に喜びを見いだすといった、ほとんどの文化に見られる人間生来の凶暴性は、淘汰の結果繁栄した狩猟に長けた先祖の特性を遺伝によって受け継いだ名残りとする狩猟仮説を提唱した。1970年代以降、社会生物学のエドワード・オズボーン・ウィルソンを始めとして狩猟仮説を展開・援用した学説や書籍が数多く出現した。
初期の人類がハンターであったという仮定に異論がなかった頃、この仮定は火の使用や石器の作成、直立二足歩行と同様に、前身であるアウストラロピテクスからホモ属が種分化する決定的なステップとして重要視されていた。
狩猟仮説の支持者は効率的な狩猟のために道具の使用と作成を重要と見なす傾向があった。また言語の起源と宗教の起源は狩猟の文脈に求められる傾向があった。
1970年代までの約20年間、狩猟仮説は教科書を通じて事実として語られるようになり、小説や映画といったメディアを通じて大衆に広く影響を与える文化テーマとなった。例えば、スタンリー・キューブリックが1968年に制作した『2001年宇宙の旅』では、類人猿が大腿骨を使って同族を撲殺し歓喜するシーンから始まっている。具体的なテーマとして、自然界と人間界という境界の出現や、自然界にはあまり見られない娯楽しての暴力、男女の性役割の起源、環境問題といった、人類という存在を倫理的にネガティブに捉えたものや、政治理論と結びつけたものが多かった。
1970年代後半に入ると狩猟仮説に反証する動きが起こり始めた。ダートが物証としたアウストラロピテクスの使った道具とされる動物の骨が、検証の結果、道具であった可能性は低いことが明らかとなった。さらに、出土地の再調査によって、アウストラロピテクスは肉食のハンターではなく雑食性のスカベンジャーとする仮説が有力となった。また、動物行動学によってチンパンジーの捕食行動が明らかになると、人類学における狩猟仮説は支持を失った。
その後はつがい行動のような社会的相互作用が言語や文化の誕生にとって重要視されるようになった。